# Hayley Williams
Hayley Nichole Williams (Meridian, 27 de dezembro de 1988) é uma cantora, compositora e empresária americana, vocalista da banda de rock Paramore.

## Biografia
Hayley cresceu em Meridian no estado do Mississippi. Filha de família cristã, começou cantando na sua igreja e em paradas de ônibus. Ao longo de sua pré-adolescência começou a ouvir bandas como 'N Sync, influenciando seu estilo musical em rock e pop rock.
Quando tinha treze anos, seus pais divorciaram-se e, então, ela e a sua mãe mudaram-se para Franklin, Tennessee. Durante esse período, ela entrou em uma banda de funk intitulada "The Factory", onde conheceu Jeremy Davis. Após um tempo, Hayley conheceu na escola os irmãos Zac e Josh Farro, que tinham uma banda. Hayley disse-lhes que sabia cantar e eles a convidaram para fazer parte da banda como vocalista.

## Carreira

### 2004—2006: Início do Paramore eAll We Know Is Falling
Em 2004, foi formado então a banda Paramore. A primeira canção oficial da banda foi "Conspiracy" que no futuro iria fazer parte do primeiro álbum da banda. Em 2005 com quase todas as canções do futuro álbum já escritas, John Janick fundador da gravadora Fueled by Ramen fechou um contrato com a banda.
Foi então que em 26 de julho de 2005 o Paramore lançou o primeiro álbum de estúdio intitulado: All We Know Is Falling, com dez faixas. Para divulgação do álbum foram lançados como singles as canções: "Pressure", "Emergency" e "All We Know", todas alcançando boas posições nas paradas musicais, ao total o álbum ficou em segundo lugar na Billboard Comprehensive Albums, se tornando o maior sucesso da banda até então.
O estilo punk-hardcore de Hayley ficou famoso também pela mudança da cor de seus cabelos, sendo o novo ícone do rock. Hayley também participou de duetos como com o Death in The Park na canção "Fallen" e com o Say Anything na canção "Plea".

### 2007—2008:Riot!e sucesso da banda

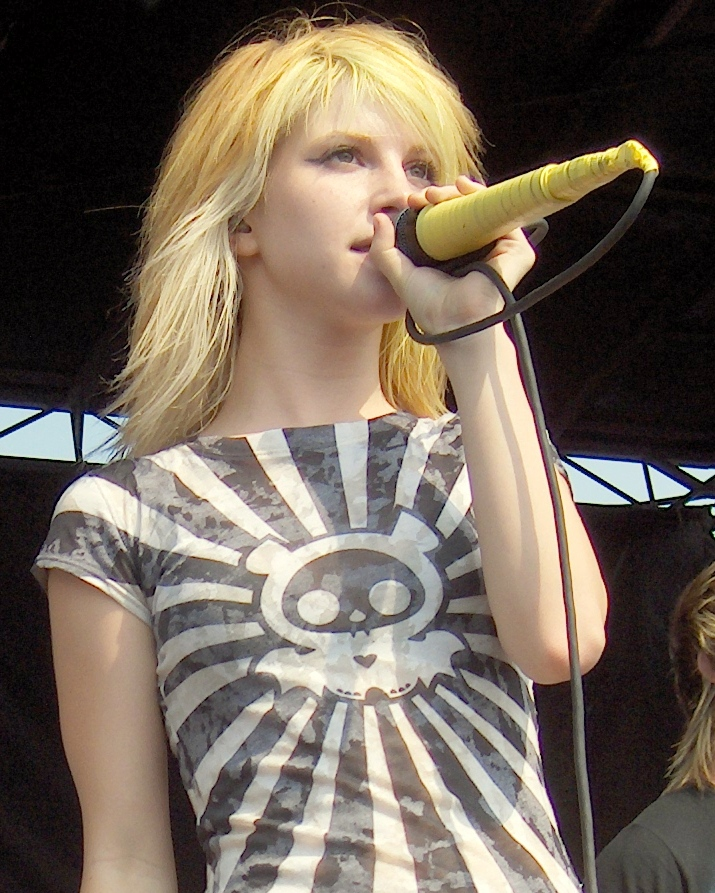
Hayley durante show da Vans Warped Tour 2007

Após os trabalhos com All We Know Is Falling a banda junto com Hayley lançou o segundo álbum de estúdio, Riot! com onze faixas lançado em 12 de junho de 2007. Ao total o álbum ficou em 15º lugar na Billboard 200 além de receber certificação de ouro da RIAA pelas vendas. As canções do álbum tiveram grande impacto na banda, pois foram as músicas símbolos da era de ouro do Paramore; sucessos como "Misery Business" e "Crushcrushcrush" alcançaram excelentes posições em paradas musicais. A partir daí a banda lançou vários videoclipes, com inúmeras exibições em sites especializados no ramo. Hayley também junto com os integrantes do Paramore, apareceram no videoclipe da canção "Kiss Me" da banda New Found Glory, o Paramore também lançou EPs e álbuns ao vivo.
Mais tarde, no ano seguinte Hayley e o Paramore lançou o single "Decode" para a trilha sonora do filme Twilight, estrelado por Robert Pattinson e Kristen Stewart. A banda então ganhou diversos prêmios em eventos da música internacional. Após um tempo sites e blogs afirmaram que Hayley estava escrevendo novas canções e que seriam para um novo álbum da banda; porém nada foi confirmado. Entretando Hayley disse em uma entrevista que o Paramore estava planejando um novo álbum, porém sem nome ainda. A banda lançou novos videoclipes de suas canções anteriores, e em uma nova entrevista para a MTV, Hayley afirmou que a capa do novo álbum seria de uma borboleta repartida em três partes, essa borboleta foi encontrada intacta na entrada da casa de sua mãe e então ela a pegou, pregou com os alfinetes na grade de sua casa e o fotógrafo Ryan Russel cuidou da parte das imagens.
| “ | Eu achei a borboleta na rua da minha mãe há um tempo atrás… morta e completamente intacta. | ” |

### 2009—2011:Brand New Eyese projetos paralelos

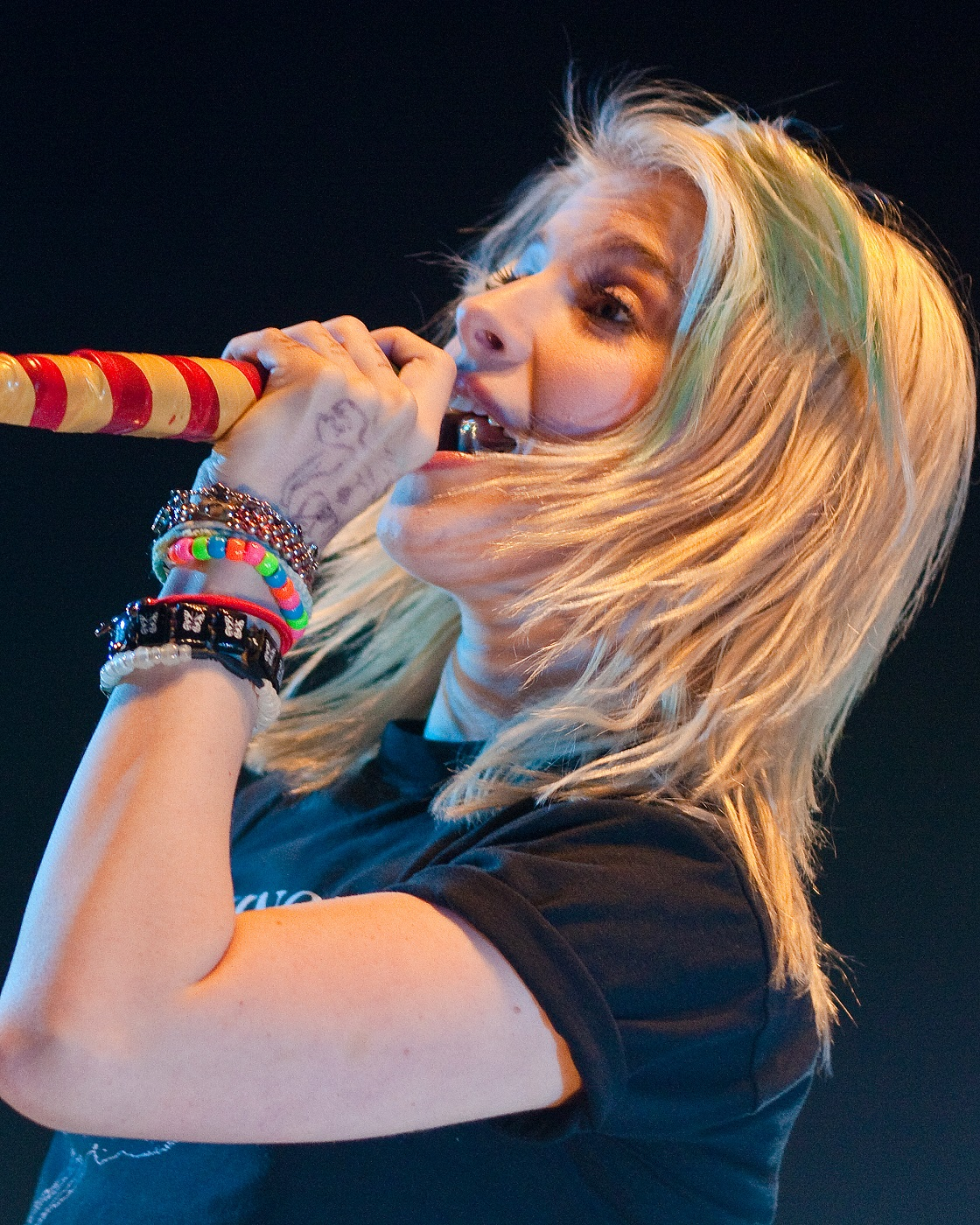
Hayley em 2009 durante a Brand New Eyes Tour

Com o episódio da borboleta, Hayley escreveu a canção "Brick by Boring Brick", Hayley também afirmou em uma entrevista para a MTV que em seu ponto de vista isso representava pedaços quebrados que podem formar uma grande figura. Meses depois em meados de 2009, Hayley junto com o Paramore afirmou que o nome do terceiro álbum de estúdio seria Brand New Eyes e a canção da borboleta seria lançada como single junto com as canções "Ignorance", "The Only Exception", "Careful" e "Playing God". O álbum então foi lançado em 29 de setembro de 2009 e ficou no 2º lugar na Billboard 200. A banda então saiu em sua primeira turnê para divulgar o álbum, Brand New Eyes Tour e apoiou diversas bandas de rock americanas, tais como Green Day e New Found Glory sendo essa última de seu ex-marido Chad Gilbert guitarrista da banda. A turnê encerrou-se em meados de 2010.
Hayley também participou da canção "Airplanes" do cantor B.o.B, a canção fez tanto sucesso que teve uma segunda parte com a participação do rapper Eminem. Hayley também estreou com sua primeira canção solo "Teenagers" para a trilha sonora do filme, Jennifer's Body. No fim de maio de 2010, foi postado no Twitter da cantora via TwitPic uma foto sua fazendo topless mas a imagem foi rapidamente apagada. Hayley alegou que sua conta no TwitPic foi hackeada, porém alguns sites americanos de notícias afirmaram que a foto podia ter sido publicada pela própria Hayley acidentalmente. Ainda em 2010, o Paramore anunciou a saída dos irmãos Zac e Josh Farro da banda, restando apenas Hayley, Jeremy Davis e Taylor York.
Em 2011, o Paramore voltou com uma nova canção intitulada "Monster" para a trilha sonora do filme Transformers: Dark of the Moon. A canção fez enorme sucesso, e ganhou o Teen Choice Awards na categoria "Best Rock Track". Hayley também afirmou em uma entrevista que o Paramore pretende lançar um novo álbum com previsão para 2013.

### 2012—2013:Paramoree colaborações
Em 2012, a banda mewithoutyou lançou um novo álbum em que Hayley participou de duas canções, canções estas que são "Fox's Dream of the Log Flume" e "All Circles".
Ainda em 2012, Hayley e Paramore estiveram em estúdio a gravar o seu novo álbum, com data prevista para o início de 2013.
Em Janeiro de 2013, Hayley e a sua banda lançaram o primeiro single, intitulado de "Now", do seu quarto álbum ao qual atingiu a segunda posição no UK Rock chart. Em 9 de Abril de 2013, Hayley e Paramore lançaram o seu quarto álbum de estúdio, ao qual intitularam de Paramore, álbum este que atingiu a primeira posição no Billboard 200 Chart e deram início à sua nova turnê, intitulada de "The Self-titled Tour".
Mais tarde, foi anunciada a participação de Hayley na canção "Stay the night" de Zedd, ao qual atingiu a primeira posição na Billboard, nas paradas musicais do Hot Dance Club Songs e Dance/Mix Show Airplay.

### 2017—presente:After Laughter eprimeiro álbum de estúdio individual

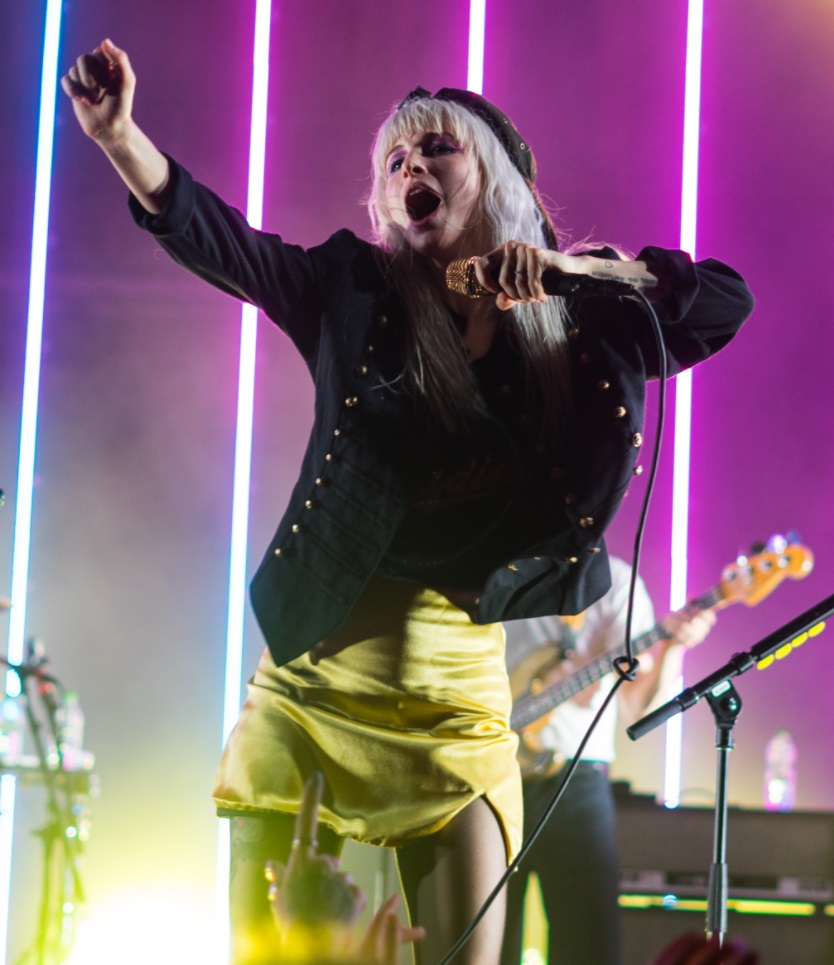
Hayley com o Paramore se apresentando no Royal Albert Hall, em junho de 2017

Em maio de 2017, Hayley e sua banda lançaram After Laughter, o quinto álbum de estúdio do grupo. O disco foi lançado através do selo Fueled by Ramen. Sendo o primeiro álbum desde a volta do baterista Zac Farro, que deixou a banda com seu irmão Josh em 2010, e de a saída do baixista Jeremy Davis que saiu em 2015. O primeiro single do álbum é a canção "Hard Times", lançada em 19 de abril de 2017 junto com seu videoclipe. Também foi anunciado a data do disco, junto com sua lista de faixa, pré-venda e anúncio da turnê. O álbum foi bem recebido pelos críticos.
Em dezembro de 2019, no seu aniversário de 31 anos, Williams afirmou que lançaria o seu primeiro álbum solo, em maio de 2020, com canções novas sendo liberadas em janeiro desse ano. O disco foi intitulado Petals for Armor e seria acompanhado por uma turnê de divulgação. O seu primeiro single, a canção "Simmer", foi lançado em 22 de janeiro de 2020, junto com um vídeo clipe.
Em 05 de fevereiro de 2021, Williams lançou um segundo álbum solo, chamado de Flowers for Vases / Descansos. Esse foi o primeiro álbum em que a cantora escreveu todas as letras e tocou todos os instrumentos de um projeto, sendo um marco em sua carreira.

## Vida pessoal

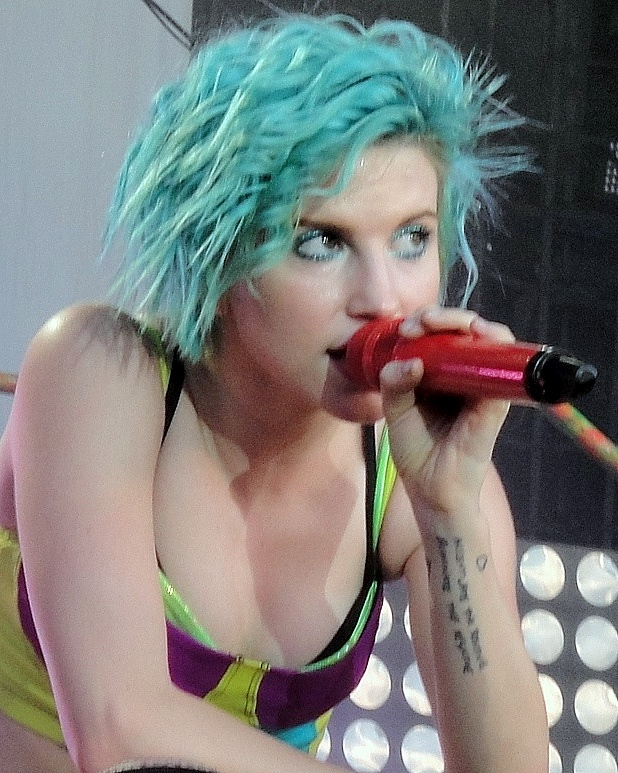
Williams durante a Monumentour em 2014

Williams é cristã e regularmente fala sobre a relação da sua fé e seu trabalho, embora seja crítica de alguns posicionamentos da comunidade cristã. Os irmãos Farro citaram diferenças de atitude com relação a fé como uma das razões que os fizeram deixar a banda.
No final de 2007, Williams começou a namorar Chad Gilbert, guitarrista principal da banda New Found Glory, embora ele já fosse casado com Sherri DuPree, vocalista da banda de rock Eisley. Eles ficaram noivos no dia de Natal de 2014 e se casaram em 20 de fevereiro de 2016. No dia 1 de julho de 2017, o casal anunciou oficialmente sua separação, com a infidelidade de Gilbert sendo revelada posteriormente como o motivo. O divórcio foi finalizado no final daquele ano. A canção "Dead Horse" de Williams foi inspirada em seu relacionamento com Gilbert e no que ela fez com DuPree. Em setembro de 2022, Williams confirmou que estava namorando Taylor York, seu colega de banda no Paramore.
Williams anteriormente havia tornado públicas suas decisões de não fumar, beber álcool ou usar drogas recreativas, embora agora ela beba álcool. Ela tem sido vocal sobre suas experiências com depressão, o que a levou a sair brevemente do Paramore em meados de 2015. Em uma entrevista de 2019, ela falou sobre depressão, saúde mental e seu divórcio. Em uma outra entrevista de 2020, ela revelou que teve pensamentos suicidas, mas não os colocou em prática. Numa entrevista de 2021, ela discutiu como foi impactada por traumas geracionais e revelou que está fazendo terapia desde 2018. Em uma entrevista feita em 2023, ela revelou que foi diagnosticada com transtorno de estresse pós-traumático (TEPT) em 2018.
Em 2015, Williams respondeu às críticas feminista à canção de sucesso "Misery Business", citando sua juventude e inexperiência como um fator contribuinte para as letras supostamente misóginas da canção. Em uma postagem de blog, ela se descreveu como "uma feminista orgulhosa [...] mas talvez não perfeita". Durante os protestos antirracistas de 2020, ela se manifestou em favor da justiça racial. Em 2022, ela apoiou o candidato democrata Beto O'Rourke para governador do Texas, mas ele não ganhou.

## Discografia

### Com Paramore
- All We Know Is Falling (2005)
- Riot! (2007)
- Brand New Eyes (2009)
- Paramore (2013)
- After Laughter (2017)
- This Is Why (2023)

### Como artista solo
| Título                        | Detalhes | Melhor posição | Melhor posição | Melhor posição | Melhor posição | Melhor posição | Melhor posição | Melhor posição | Melhor posição | Melhor posição | Melhor posição |
| Título                        | Detalhes | EUA            | EUA Alt.       | EUA Rock       | AUS            | BEL (FL)       | ALE            | IRL            | NZ             | ESC            | UK             |
| ----------------------------- | --- | -------------- | -------------- | -------------- | -------------- | -------------- | -------------- | -------------- | -------------- | -------------- | -------------- |
| Petals for Armor              | - Gravadora: 8 de maio de 2020 - Gravadora: Atlantic - Formatos: CD, download digital, streaming, LP, cassete | 18             | 2              | 1              | 6              | 117            | 24             | 38             | 24             | 1              | 4              |
| Flowers for Vases / Descansos | - Lançamento: 5 de fevereiro de 2021 - Gravadora: Atlantic - Formatos: Download digital, streaming            | –              | –              | –              | –              | –              | –              | –              | –              | –              | –              |

### Outras aparições
| Ano  | Canção      | Álbum                      |
| ---- | ----------- | -------------------------- |
| 2009 | "Teenagers" | Jennifer’s Body Soundtrack |

| Ano  | Canção                                  | Outros artistas             | Álbum                                    |
| ---- | --------------------------------------- | --------------------------- | ---------------------------------------- |
| 2006 | "Keep Dreaming Upside Down"             | October Fall                | A Season in Hell                         |
| 2007 | "Then Came To Kill"                     | The Chariot                 | The Fiancée                              |
| 2007 | "The Church Channel"                    | Say Anything                | In Defense of the Genre                  |
| 2007 | "Plea"                                  | Say Anything e Kenny Vasoli | In Defense of the Genre                  |
| 2008 | "Fallen"                                | Death in the Park           | Death in the Park EP                     |
| 2009 | "The Few That Remain"                   | Set Your Goals              | This Will Be the Death of Us             |
| 2009 | "Tangled Up"                            | New Found Glory             | Not Without a Fight                      |
| 2010 | "Airplanes"                             | B.o.B                       | The Adventures of Bobby Ray              |
| 2010 | "Airplanes, Part 2"                     | B.o.B e Eminem              | The Adventures of Bobby Ray              |
| 2012 | "All Circles"                           | mewithoutYou                | Ten Stories                              |
| 2013 | "Stay The Night"                        | Zedd                        | Clarity (Deluxe Edition)                 |
| 2015 | "Bad Blood" (aparição no vídeo musical) | Taylor Swift                | 1989                                     |
| 2015 | Vicious Love                            | New Found Glory             | Resurrection                             |
| 2016 | "Bury It"                               | CHVRCHES                    | Every Open Eye                           |
| 2017 | "Nineteen"                              | Tegan and Sara              | Tegan and Sara Present the Con X: Covers |
| 2017 | "As U Wave"                             | Halfnoise                   | The Velvet Face - EP                     |
| 2019 | "Uncomfortably Numb"                    | American Football           | American Football (2019)                 |

## Prêmios e indicações

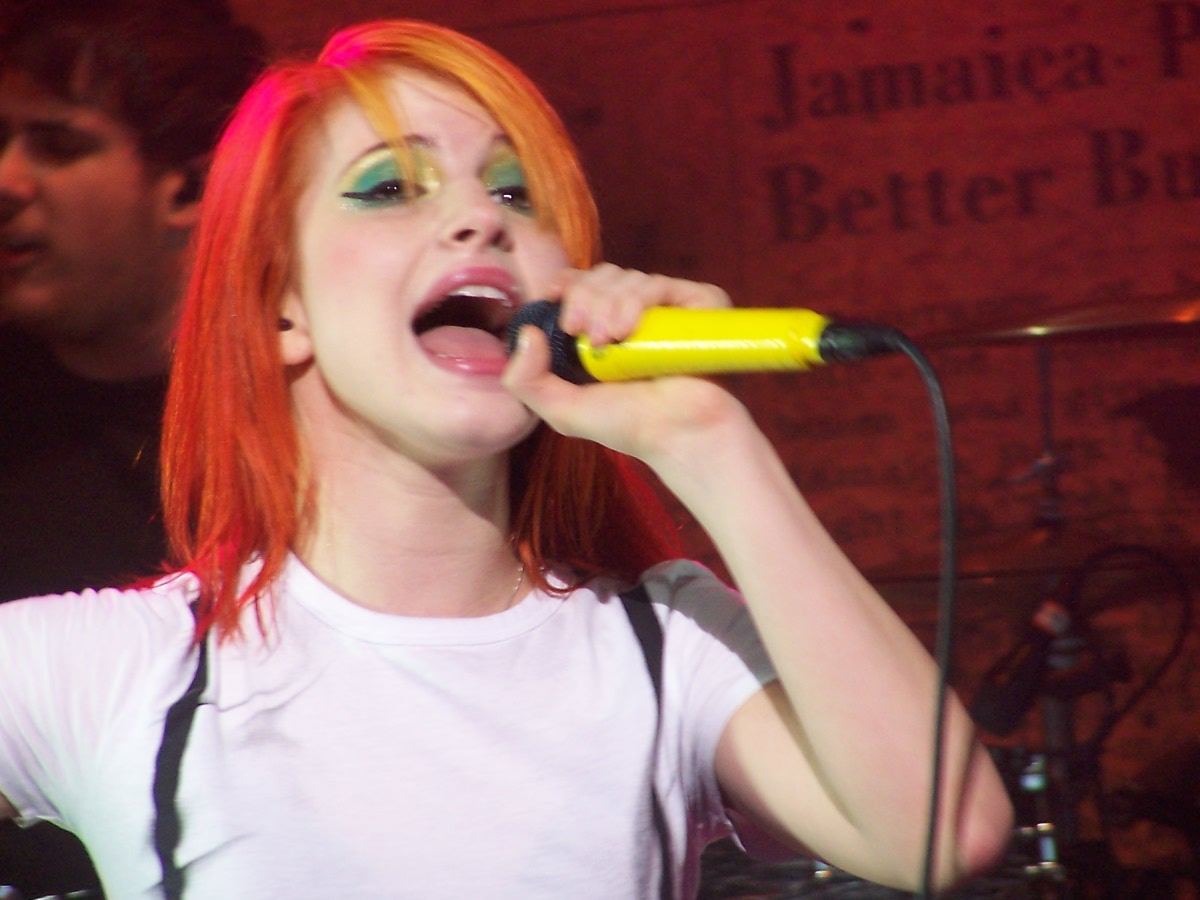
Hayley em Vancouver, 2010

| Ano  | Premiação                     | Categoria                         | Resultado |
| ---- | ----------------------------- | --------------------------------- | --------- |
| 2007 | Kerrang Readers' Poll         | "Mulher Mais Sexy"                | Indicado  |
| 2008 | Kerrang Readers' Poll         | "Mulher Mais Sexy"                | Venceu    |
| 2008 | Video Music Brasil            | "Melhor Artista Internacional"    | Venceu    |
| 2008 | Los Premios MTV Latinoamérica | "Prêmio Fashionista"              | Indicado  |
| 2009 | Los Premios MTV Latinoamérica | "Prêmio Fashionista"              | Venceu    |
| 2009 | Shockwaves NME Awards         | "Mulher Mais Sexy"                | Venceu    |
| 2011 | Shockwaves NME Awards         | "Melhor Blog ou Twitter de Banda" | Venceu    |